# Alpine Skiweltmeisterschaften der Behinderten 2017
Die 13. Alpinen Para-Skiweltmeisterschaften 2017 waren eine Veranstaltung im alpinen Skisport für Behinderte, die vom 22. bis 31. Januar 2017 in Tarvisio, Italien, stattfand. Die Meisterschaft wird alle zwei Jahre vom Internationalen Paralympischen Komitee (IPC) abgehalten. Dies war das erste Mal, dass die Meisterschaft unter dem Namen World Para Alpine Skiing Championships ausgetragen wurde.

## Wettkämpfe

### Männer
| Wettbewerb        | Klasse       | Gold                                      | Zeit    | Silber                                               | Zeit    | Bronze                                               | Zeit    |
| Abfahrt           | sehbehindert | Mac Marcoux Guide: Jack Leitch            | 1:10.98 | Yon Santacana Maiztegui Guide: Miguel Galindo Garces | 1:11.55 | Miroslav Haraus Guide: Maros Hudik                   | 1:11.80 |
| Abfahrt           | sitzend      | Andrew Kurka                              | 1:11.55 | Corey Peters                                         | 1:12.16 | Akira Kano                                           | 1:13.77 |
| Abfahrt           | stehend      | Markus Salcher                            | 1:12.22 | Kirk Schornstein                                     | 1:13.84 | Jeffrey Stuut                                        | 1:14.00 |
| Super-G           | sehbehindert | Mac Marcoux Guide: Jack Leitch            | 1:04.22 | Jakub Krako Guide: Branislav Brozman                 | 1:05.22 | Giacomo Bertagnolli Guide: Fabrizio Casal            | 1:05.82 |
| Super-G           | sitzend      | Christoph Kunz                            | 1:04.35 | Corey Peters                                         | 1:05.05 | Andrew Kurka                                         | 1:05.08 |
| Super-G           | stehend      | Markus Salcher                            | 1:03.88 | Arthur Bauchet                                       | 1:04.09 | Jeffrey Stuut                                        | 1:04.65 |
| Slalom            | sehbehindert | Mac Marcoux Guide: Jack Leitch            | 1:23.79 | Yon Santacana Maiztegui Guide: Miguel Galindo Garces | 1:25.09 | Jakub Krako Guide: Branislav Brozman                 | 1:29.60 |
| Slalom            | sitzend      | Jeroen Kampschreur                        | 1:24.61 | Igor Sikorski                                        | 1:24.98 | Niels de Langen                                      | 1:26.76 |
| Slalom            | stehend      | Arthur Bauchet                            | 1:25.33 | Thomas Grochar                                       | 1:26.27 | Adam Hall                                            | 1:26.71 |
| Super-Kombination | sehbehindert | Giacomo Bertagnolli Guide: Fabrizio Casal | 1:50.49 | Mac Marcoux Guide: Jack Leitch                       | 1:51.97 | Jakub Krako Guide: Branislav Brozman                 | 1:52.28 |
| Super-Kombination | sitzend      | Jeroen Kampschreur                        | 1:51.25 | Taiki Morii                                          | 1:52.29 | Takeshi Suzuki                                       | 1:52.70 |
| Super-Kombination | stehend      | Mitchell Gourley                          | 1:51.51 | Robin Cuche                                          | 1:53.15 | Markus Salcher                                       | 1:53.81 |
| Riesenslalom      | sehbehindert | Mac Marcoux Guide: Jack Leitch            | 2:09.92 | Giacomo Bertagnolli Guide: Fabrizio Casal            | 2:12.92 | Yon Santacana Maiztegui Guide: Miguel Galindo Garces | 2:14.86 |
| Riesenslalom      | sitzend      | Jeroen Kampschreur                        | 2:16.75 | Andrew Kurka                                         | 2:17.32 | Markus Gfatterhofer                                  | 2:18.41 |
| Riesenslalom      | stened       | Arthur Bauchet                            | 2:13.63 | Theo Gmur                                            | 2:14.34 | Alexis Guimond                                       | 2:15.24 |

### Frauen
| Wettbewerb        | Klasse       | Gold                                       | Zeit    | Silber                                     | Zeit    | Bronze                                  | Zeit    |
| Abfahrt           | sehbehindert | Millie Knight Guide: Brett Wild            | 1:13.42 | Henrieta Farkašová Guide: Natália Šubrtová | 1:14.62 | Eléonor Sana Guide: Chloe Sana          | 1:19.02 |
| Abfahrt           | sitzend      | Anna Schaffelhuber                         | 1:18.05 | Claudia Lösch                              | 1:18.28 | Momoka Muraoka                          | 1:22.73 |
| Abfahrt           | stehend      | Marie Bochet                               | 1:16.28 | Andrea Rothfuss                            | 1:17.91 | Alana Ramsay                            | 1:18.63 |
| Super-G           | sehbehindert | Henrieta Farkašová Guide: Natália Šubrtová | 1:10.02 | Eléonor Sana Guide: Chloe Sana             | 1:14.34 | Danelle Umstead Guide: Robert Umstead   | 1:16.53 |
| Super-G           | sitzend      | Claudia Lösch                              | 1:08.97 | Anna Schaffelhuber                         | 1:09.42 | Momoka Muraoka                          | 1:13.43 |
| Super-G           | stehend      | Marie Bochet                               | 1:08.92 | Alana Ramsay                               | 1:09.39 | Andrea Rothfuss                         | 1:10.93 |
| Slalom            | sehbehindert | Henrieta Farkašová Guide: Natália Šubrtová | 1:32.91 | Millie Knight Guide: Brett Wild            | 1:35.13 | Noemi Ewa Ristau Guide: Lucien Gerkau   | 1:36.05 |
| Slalom            | sitzend      | Anna Schaffelhuber                         | 1:34.31 | Anna-Lena Forster                          | 1:34.80 | Claudia Lösch                           | 1:36.84 |
| Slalom            | stehend      | Andrea Rothfuss                            | 1:36.51 | Marie Bochet                               | 1:36.54 | Anna-Maria Rieder                       | 1:37.70 |
| Super-Kombination | sehbehindert | Henrieta Farkašová Guide: Natália Šubrtová | 1:58.89 | Millie Knight Guide: Brett Wild            | 2:03.62 | Staci Mannella Guide: Sadie de Baun     | 2:07.92 |
| Super-Kombination | sitzend      | Anna Schaffelhuber                         | 2:00.27 | Claudia Lösch                              | 2:06.25 | Anna-Lena Forster                       | 2:06.88 |
| Super-Kombination | stehend      | Marie Bochet                               | 2:00.63 | Andrea Rothfuss                            | 2:03.13 | Alana Ramsay                            | 2:05.18 |
| Riesenslalom      | sehbehindert | Henrieta Farkašová Guide: Natália Šubrtová | 2:21.05 | Millie Knight Guide: Brett Wild            | 2:27.60 | Menna Fitzpatrick Guide: Jennifer Kehoe | 2:30.63 |
| Riesenslalom      | sitzend      | Claudia Lösch                              | 2:22.12 | Anna Schaffelhuber                         | 2:24.90 | Momoka Muraoka                          | 2:27.47 |
| Riesenslalom      | stehend      | Andrea Rothfuss                            | 2:22.42 | Marie Bochet                               | 2:23.13 | Alana Ramsay                            | 2:28.46 |